# Sécurité industrielle
Dans la gestion des entreprises, la sécurité industrielle, au sens large, consiste de façon générale à garantir la sécurité des biens, des personnes et également la pérennité de l'entreprise.
Il s'agit alors de concilier les exigences de rentabilité à court terme, avec les exigences de sécurité des biens et des personnes visant à réduire les risques, sur le plan environnemental, social, économique, générés par l'activité de l'entreprise sur un plus long terme, pouvant affecter ses parties prenantes (voir Responsabilité sociale des entreprises).
Dans les entreprises industrielles, dont les activités présentent des dangers et donc des risques technologiques avérés ou plausibles, la sécurité industrielle se focalise alors sur l'analyse de ces risques et sur leur maîtrise.

## Organisation des entreprises
Dans les groupes ou sociétés industrielles dans laquelle la sécurité industrielle est identifiée comme un facteur de risque pour la pérennité de l'entreprise, il existe généralement une entité (direction, département…) dépendant directement de la direction générale chargée de cette problématique.
La sécurité industrielle est de plus en plus complexe, en raison des interactions croissantes des groupes humains, avec les facteurs culturels associés, et des interconnexions techniques (systèmes de contrôle industriels, réseaux de télécommunications…), comme on l'a vu lors de différentes catastrophes.

## Référentiels de sécurité industrielle
Il est nécessaire de définir un référentiel comportant les règles générales de sécurité, permettant de concevoir des filières intégrées.
En Europe, il existe une « Règlementation ATEX » et des Directives concernant le rapprochement des législations des États membres relatives aux machines auxquelles les industriels produisant des machines ou des systèmes de sécurité doivent se conformer.
Des règlementations sectorielles par type d'activité (cf. infra), souvent nationales, viennent compléter les référentiels généraux.

## Effets domino
La défaillance d'un composant peut se propager sur des composants voisins (effet domino), de sorte que la sécurité industrielle doit aujourd'hui être envisagée au travers de l'interopérabilité des systèmes, qui comporte une composante de sécurité informatique très importante.

## Par secteur d'activité

### Industrie chimique
La sécurité dans l'industrie chimique implique l'ensemble du cycle de vie des différents produits manufacturés :
- en amont, les matières premières (pétrole…) ;
- la chimie proprement dite (élaboration des produits chimiques ;
- en aval, les produits finis.

Le règlement REACH comporte des exigences de sécurité, qui sont matérialisées dans des fiches de données de sécurité.
Voir : Sécurité en chimie